# Aldila Sutjiadi
Aldila Sutjiadi (nació el 2 de mayo de 1995 en Yakarta, Indonesia) es una tenista de Indonesia.
Sutjiadi tiene un ranking de individuales WTA más alto de su carrera, No. 344, logrado el 24 de mayo de 2021. También tiene un ranking WTA más alto de su carrera, No. 26 en dobles, logrado el 23 de octubre de 2023.

## Títulos WTA (5; 0+5)

### Dobles (5)
| Leyenda              |
| -------------------- |
| Grand Slam (0)       |
| Juegos Olímpicos (0) |
| WTA Finals (0)       |
| WTA 1000 (0)         |
| WTA 500 (0)          |
| WTA 250 (5)          |

| N.º | Fecha                | Torneos   | Superficie    | Pareja         | Oponentes en la final                  | Resultado           |
| --- | -------------------- | --------- | ------------- | -------------- | -------------------------------------- | ------------------- |
| 1.  | 9 de abril de 2022   | Bogotá    | Tierra batida | Astra Sharma   | Emina Bektas Tara Moore                | 4-6, 6-4, [11-9]    |
| 2.  | 8 de enero de 2023   | Auckland  | Dura          | Miyu Kato      | Bethanie Mattek-Sands Leylah Fernandez | 1-6, 7-5, [10-4]    |
| 3.  | 5 de marzo de 2023   | Austin    | Dura          | Erin Routliffe | Nicole Melichar Ellen Perez            | 6-4, 3-6, [10-8]    |
| 4.  | 26 de agosto de 2023 | Cleveland | Dura          | Miyu Kato      | Nicole Melichar Ellen Perez            | 6-4, 6-7(4), [10-8] |
| 5.  | 4 de febrero de 2024 | Hua Hin   | Dura          | Miyu Kato      | Hanyu Guo Xinyu Jiang                  | 6-4, 1-6, [10-7]    |

#### Finalista (3)
| N.º | Fecha                 | Torneos          | Superficie    | Pareja        | Oponentes en la final                    | Resultado        |
| --- | --------------------- | ---------------- | ------------- | ------------- | ---------------------------------------- | ---------------- |
| 1.  | 23 de julio de 2022   | Hamburgo         | Tierra batida | Miyu Kato     | Sophie Chang Angela Kulikov              | 3-6, 6-4, [6-10] |
| 2.  | 29 de octubre de 2023 | WTA Elite Trophy | Dura          | Miyu Kato     | Beatriz Haddad Maia Veronika Kudermetova | 3-6, 3-6         |
| 3.  | 25 de mayo de 2024    | Estrasburgo      | Tierra batida | Asia Muhammad | Cristina Bucșa Monica Niculescu          | 6-3, 4-6, [6-10] |

## Títulos WTA 125s

### Dobles (2–2)
| Resultado | Fecha                   | Torneos    | Superficie    | Pareja             | Oponentes                        | Resultado        |
| --------- | ----------------------- | ---------- | ------------- | ------------------ | -------------------------------- | ---------------- |
| Finalista | 1 de agosto de 2021     | Charleston | Tierra batida | Erin Routliffe     | En-shuo Liang Rebecca Marino     | 7-5, 5-7, [7-10] |
| Finalista | 7 de noviembre de 2021  | Midland    | Dura (i)      | Peangtarn Plipuech | Harriet Dart Asia Muhammad       | 3-6, 6-2, [7-10] |
| Campeona  | 30 de octubre de 2022   | Tampico    | Dura          | Tereza Mihalíková  | Ashlyn Krueger Elizabeth Mandlik | 7-5, 6-2         |
| Campeona  | 13 de noviembre de 2022 | Colina     | Tierra batida | Yana Sizikova      | Mayar Sherif Tamara Zidanšek     | 6-1, 3-6, [10-7] |